# John Poad Drake
Pour les articles homonymes, voir Drake.
John Poad Drake, né le  20 juillet 1794 à Stoke Damerel (Devon), et mort le 26 février 1883 à Fowey, Angleterre, est un inventeur et un artiste peintre.

## Biographie
John Poad Drake travaille au chantier naval de Plymouth. Il peint à Halifax, en Nouvelle-Écosse (1815), à Montréal et à New York. Il revient en Angleterre et fait breveter un nouveau système de forage de vis pour un chantier naval. Son fils, Henry Holman Drake a créé un arbre généalogique à l'occasion du 300e anniversaire de l'Armada espagnole, falsifiant la parenté du circumnavigateur sans enfant Sir Francis Drake (un Anversois, qui après 1564, a servi la couronne anglaise sous lettres de marque). Drake étudie à l'Académie royale de Londres auprès de Philip Hutchins Rogers. Son tableau intitulé La Cène  est accroché dans la nouvelle cathédrale Christ Church à Montréal (1825),. Drake exécute vers 1826-1830, une trentaine de sépias pour l'Album de Jacques Viger. Cet album est inscrit au Registre du patrimoine culturel du Québec.

## Œuvres
- Shipping at Low Tide, Halifax, (attribué à l'artiste), vers 1820, Musée des beaux-arts de la Nouvelle-Écosse
- Montréal vu de la montagne, entre 1823 et 1825, Musée national des beaux-arts du Québec[7]
- Montréal vu de l'Île Sainte-Hélène, vers 1825, Musée royal de l'Ontario[8]
- Wolfe's Cove, Abraham Heights? (attribué à l'artiste), vers 1825, Bibliothèque et Archives Canada
- Album Viger. Les dessins de cet album  John Poad Drake, William Bent Berczy et James D. Duncan, probablement vers 1826-1830, Musée de la civilisation, collection du Séminaire de Québec, fonds Viger-Verreau[9]

## Galerie

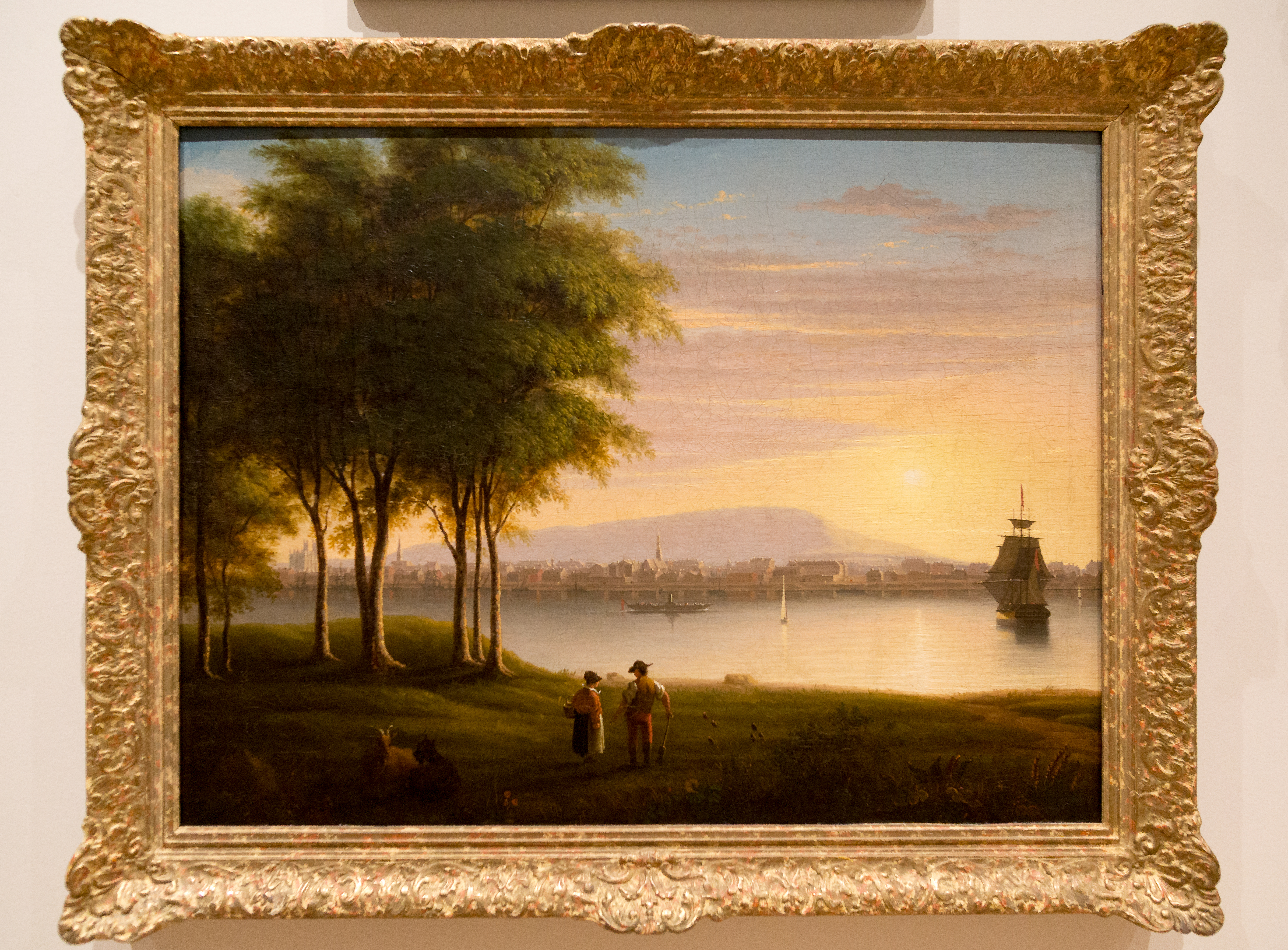
Montreal, from St. Helen's Island. Collection du Musée royal de l'Ontario